# Florian Flade
Florian Flade ist ein deutscher Investigativjournalist, der sich auf Themen der nationalen Sicherheit, des Terrorismus, des Extremismus, der Spionage und der Sicherheitsbehörden spezialisiert hat.

## Leben und Karriere
Florian Flade arbeitet derzeit als Reporter für die Recherchekooperation von WDR, NDR und Süddeutscher Zeitung. Er berichtet und untersucht Themen im Bereich der nationalen Sicherheit, des Terrorismus, des Extremismus, der Spionage und der Sicherheitsbehörden.
Flade begann seine journalistische Karriere mit einem Schwerpunkt auf Sicherheitsfragen und Terrorismus. Seine Arbeit hat ihn zu einem anerkannten Experten auf diesem Gebiet gemacht.

## Berichterstattung und Themen
Zu den Schwerpunkten seiner Berichterstattung zählen die Untersuchung von terroristischen Netzwerken, extremistischen Gruppen und Spionagefällen. Er arbeitet häufig mit anderen Investigativjournalisten in Teamrecherchen und ist regelmäßig an großangelegten investigativen Projekten beteiligt.

## Veröffentlichungen und Beiträge
Florian Flade publiziert Beiträge in verschiedenen Medien, darunter WDR, NDR, Süddeutsche Zeitung, Die Zeit und Die Welt. Flade tritt regelmäßig als Experte in Fernseh- und Radiosendungen auf, um sicherheitspolitische Themen einzuordnen.

## Auszeichnungen
Florian Flade wurde für seine Recherchen ausgezeichnet. Für seine Berichterstattung zum Anschlag durch den Islamisten Anis Amri, die bei der Zeitung Die Welt veröffentlicht wurde, erhielt er 2019 einen der renommierten Wächterpreise der Tagespresse. In der Kategorie Investigation des Deutschen Reporterpreis 2021 erhielt Flade für eine gemeinsame Recherche von "Süddeutscher Zeitung" und "Zeit" zum „Pegasus-Projekt“.